# Neoscona bucheti
Neoscona bucheti là một loài nhện trong họ Araneidae.
Loài này thuộc chi Neoscona. Neoscona bucheti được Roger de Lessert miêu tả năm 1930.